# Bohumír Podlezl

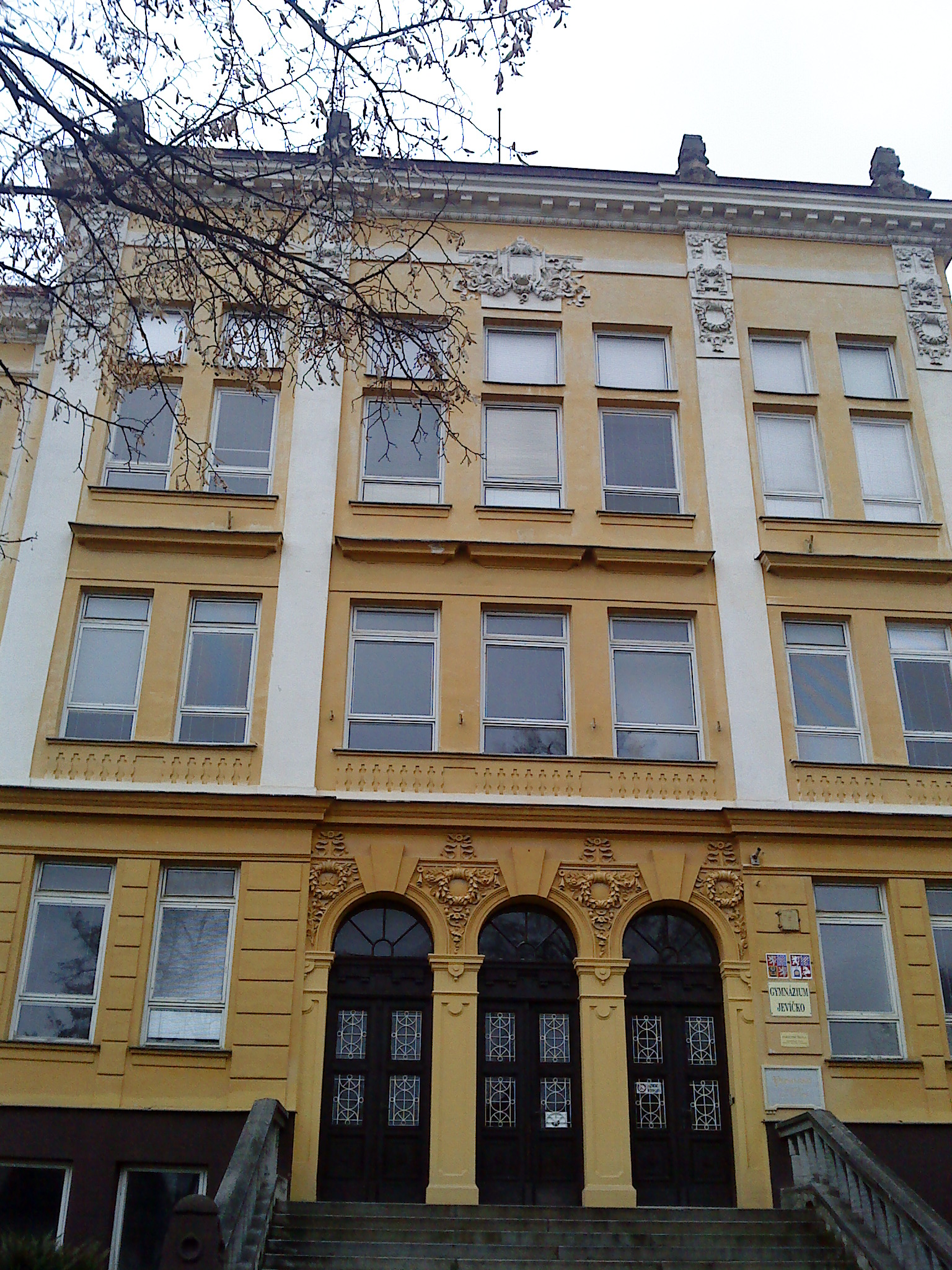
Gymnázium Jevíčko, na kterém Bohumír Podlezl studoval v letech 1908 - 1915

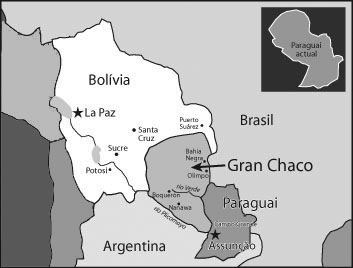
Oblast Gran Chaco, místo vojenské mise, které se Bohumír Podlezl zúčastnil v letech 1934 - 1935

Bohumír Podlezl (8. listopadu 1897, Jaroměřice, Rakousko-Uhersko – 15. prosince 1975, Washington, USA) byl legionář, důstojník československé armády a člen Obrany národa. V roce 1946 byl povýšen na brigádního generála. Od roku 1949 žil v emigraci.

## Původ
Narodil se 8. listopadu 1897 v Jaroměřicích do rodiny místního rolníka Františka Podlezla a jeho ženy Kateřiny, rozené Dosedlové. Základní vzdělání získal na škole v Jaroměřicích a poté studoval v letech 1908–1915 na gymnáziu v Jevíčku.

## Legionář
V září 1915 narukoval v Šumperku do Rakousko-Uherské armády k pěšímu pluku č. 93, který byl následně odvelen do města Radoma v Polsku. Jako jednoroční dobrovolník poté studoval v Opavě důstojnickou školu a v hodnosti četaře odešel na ruskou frontu. V roce 1916 byl zajat a skončil v zajateckém táboře v Darnici u Kyjeva. V lednu 1917 vstoupil v Rusku do Československých legií. V roce 1918 odjel v druhém a zároveň posledním transportu z Ruska do Francie, kde byl v hodnosti podporučíka přidělen k 22. československému střeleckému pluku. Ve Francii absolvoval v roce 1918 důstojnický kurz v Saint – Maixent.

## Důstojník Československé armády
Po návratu do nově vzniklého Československa se stal důstojníkem z povolání s hodností nadporučíka. Zúčastnil se obsazení Těšínska, v letech 1922–1924 absolvoval ve Francii školu dělostřelectva ve Fontainebleau a zároveň učil na vojenské akademii v Hranicích na Moravě. Rok po sňatku s Pavlou Pragerovou, roku 1923, se trvale usadil v Praze, kde sloužil u 1. dělostřeleckého pluku v Praze – Ruzyni. V roce 1929 povýšen na majora.

## Mise v Bolívií
24. května 1934 byla z Československa vyslána vojenská mise do Bolívie. Úkolem mise bylo pomoci Bolívii ve válce o Gran Chaco, vojenském konfliktu s Paraguayí, který vznikl po sporech o území, údajně bohatého na ložiska ropy. Členem vojenské mise v Bolívii se stal i on sám. Jeho úkolem zde se stal výcvik místního dělostřelectva. Všichni českoslovenští důstojníci však v Bolívii oficiálně vystupovali jako soukromé osoby (v roce 1934 byli přeloženi do výslužby). Po katastrofální porážce bolivijských vojsk koncem roku 1934 došlo k uzavření příměří a v roce 1935 českoslovenští důstojníci postupně Bolívii opustili a opět byli přijati do Československé armády.

## Odbojová činnost
Od roku 1936 působil u dělostřeleckého pluku v Jincích, v roce 1937 získal post velitele V. oddílu dělostřeleckého pluku 331 v Příbrami, 1938 povýšen na podplukovníka. Po zabrání Sudet (1938), dostal Bohumír Podlezl za úkol zajistit ukrytí speciálních vojenských přístrojů a dělostřelecké techniky před německou armádou. Po poradě s pplk. Josefem Mašínem měla být tato technika tajně ukryta ve stříbrných dolech v Březových Horách, ale tento plán byl nakonec změněn a technika byla ukryta v lesích. Po německé okupaci v roce 1939 byl Bohumír Podlezl přeřazen do civilní služby a přidělen na katastrální úřad do Kolína. Zároveň patřil k zakládajícím členům ilegální vojenské organizace Obrana národa na Příbramsku, kde měla místní pobočka krycí název Oliver a její ústředí se nacházelo v Berouně. V roce 1940 je zatčen gestapem přímo v kanceláři katastrálního úřadu a umístěn ve věznici v Kladně, poté na Pankráci. Před soud nakonec předstoupil v Drážďanech. Po odsouzení byl umístěn v pracovním táboře v Bayreuthu v Bavorsku, kde se dočkal na jaře roku 1945 osvobození americkou armádou. Během Pražského povstání, 5. května 1945, padl v bojích v pražských ulicích jeho dvacetiletý syn Vladimír Podlezl.

## Návrat do armády
Po válce se vrátil do činné služby jako plukovník dělostřelectva a velitel dělostřelectva I. divize I. sboru. 25. 10. 1946 povýšen na brigádního generála. Stal se velitelem dělostřelectva I. sboru, ale po komunistickém puči v únoru 1948 je jako odpůrce komunismu propuštěn z armády a poslán do výslužby. V roce 1948 byl pro svou protikomunistickou činnost zatčen a uvězněn ve věznici v Litoměřicích, odkud se mu podařilo uprchnout.

## Emigrace
Po útěku z vězení byl v říjnu 1949 ilegálně převeden přes střeženou státní hranici do SRN. Hranici přechází nedaleko Liščí za pomoci převaděčské skupiny, jejímž členem byl František Wiendl (ten byl za svou protikomunistickou odbojovou činnost oceněn v roce 2009 prezidentem republiky Řádem T. G. Masaryka). Po útěku z Československa žil nějaký čas v SRN, poté v Kanadě a nakonec v USA, kde získal v roce 1958 občanství. Celých 16 let pracoval jako hlavní urbanista a plánovač města Rochester ve státě New York. Od roku 1970 žil ve Washingtonu, kde 15. prosince 1975 zemřel. Místem jeho posledního odpočinku se nakonec stal hřbitov v jeho rodných Jaroměřicích. Jeho syn Voloďa Podlezl, který padl během Pražského povstání, je pochován na Olšanských hřbitovech v Praze.